# یون هیون سوک
یون هیون سوک (کره‌ای: 윤현석; هانجا: 尹賢碩؛ ۷ اوت ۱۹۸۴ – ۲۶ آوریل ۲۰۰۳) شاعر، نویسنده و فعال ال‌جی‌بی‌تی اهل کره جنوبی بود. او با تخلص‌های یوک وو دانگ (육우당, 六友堂, خانهٔ شش دوست) و سول‌هون (설헌, 雪軒), و همچنین با نام مستعار می‌دونگ (미동, 美童, پسر زیبا) یا دونگ‌هوا (동화, 童花, گل پسر) می‌نوشت. یون بیشتر عمر خود را به دلیل گی بودن، با طرد شدن، مورد آزار و اذیت قرار گرفتن و تبعیض گذراند.

## مرگ و میراث
در ۲۴ آوریل ۲۰۰۳، یون یک یادداشت خودکشی شش صفحه‌ای شامل تبعیض‌هایی را که با آن روبرو بود و تحقیر او نسبت به مسیحیان همجنس‌گراهراس، نوشت و بی‌رحمی همجنس‌گراهراسی را توصیف کرد. نامه با این جمله به پایان رسید: من معتقدم که پدرم خدا مرا خواهد پذیرفت! او ۳۴۰٬۰۰۰ وون و رزاری خود را برای «همبستگی برای حقوق بشر ال‌جی‌بی‌تی کره» به ارث گذاشت. او در ۲۶ آوریل ۲۰۰۳ در دونگ‌ده‌مون، سئول، کره جنوبی بر اثر خودکشی با دار زدن در سن ۱۸ سالگی درگذشت. دو بطری نوشیدنی الکلی کنار بدن او یافت شد. روز بعد او توسط یکی از اعضای همبستگی برای حقوق بشر ال‌جی‌بی‌تی کره پیدا شد.

## Sources
- Lee Kyong-hwa, 《나》 (바람의 아이들, ۲۰۰۵)
- Han Chae-yun, 《하느님과 만난 동성애》 (차별없는 세상을 위한 기독인연대, ۲۰۱۰)
- Chi Seung-ho, 《후천성 인권 결핍 사회를 아웃팅하다:두려움에서 걸어 나온 동성애자 이야기》 (시대의창, ۲۰۱۱)
- Chung Yeol. Bravo Gay life (Nareumbooks, 2011)
- Korean Homosexual Rights Association, 《작은무지개들의 비밀일기》 (Korean Homosexual Rights Association, 2011)
- [어린이책] 나는 나, 남과 조금 다를 뿐이야 경향신문 ۲۰۰۶٫۰۴٫۲۴
- ‘인권의 마지노선’ 차별금지법은 먼 나라 이야기 경향신문 ۲۰۱۳٫۰۴٫۲۷
- 시립도서관이 거부한 ‘동성애’ 소설
- 기독교인들이여, 당신들의 신을 '죄의 늪'에서 구하라 프레시안 ۲۰۱۳٫۰۵٫۰۹
- 故 육우당 ۱۰주기…동성애인권단체 “학생인권조례 성적지향 조항 삭제 우려” 해럴드생생뉴스 ۲۰۱۳٫۰۴٫۱۱
- “동성애는 사람이 사람 좋아하는 문제… 이상한가요”
- 남편 사랑 못 받은 어머니, 동성애자 아들 만든다? 프레시안 ۲۰۱۳٫۰۴٫۲۳
- ۱۰대 성 소수자들 "홍석천처럼 세상에 나가고 싶다" 프레시안 ۲۰۱۳٫۰۴٫۲۴
- 청소년 성소수자들, 거리에서 인권을 외치다 가톨릭뉴스 ۲۰۱۲٫۰۴٫۲۳